# Пепо (фільм, 1935)
«Пепо» (вірм. «Պեպո») — вірменський радянський художній фільм 1935 року кінорежисерів Амо Бек-Назаряна і Армена Гулакяна. За мотивами однойменної п'єси Габріеля Сундукяна. Перший звуковий фільм Вірменії.

## Сюжет
Тіфліс, 1870 рік. Рибак Пепо затіяв судову тяжбу з багатим купцем Зімзімовим за гроші, які колись батько Пепо дав тому у борг. Проте суддя, друг купця, знищує справжню розписку і підсовує у справу фальшиву. Пепо звинувачують в підлогу і садять до в'язниці…

## Підготовчі роботи і зйомка фільму
Весною 1934 року почалися підготовчі роботи до зйомок «Пепо». Про цю постановку А. Бек-Назарян мріяв мало не з перших років роботи у Єревані. Драматичним змістом фільму була боротьба рибалки Пепо за свої людські права і за щастя знедолених. Гірка доля випала сестрі Пепо Кекел, чиє мізерне придане привласнив багатий торгаш. Але як можна було тоді, в німому кіно, екранізувати п'єсу, майже кожне слово якої знали всі, а образи давно вже стали прозивними!
Наполегливо працював над сценарієм Бек-Назарян, почалися проби акторів, на студії з'явилися люди незнайомих раніше професій: звукооператор, звукооформлювач, композитор.
Ні у кого не викликало сумніву: перший звуковий фільм «Вірменкіно» вірменський глядач повинен почути на рідній мові. Але як же бути з прокатом фільму по всьому Радянському Союзу? Адже метод подальшого дубляжу тоді ще не був відомий. Бек-Назарян пішов на сміливий експеримент: з одними і тими ж виконавцями, акторами театру Сундукяна, паралельно знімалися вірменський і російський варіанти.
Сюжет «Пепо» розвивався у вірменському середовищі позаминулого століття, яка зберегла майже в незайманому вигляді національну своєрідність побуту, звичаїв, культури. І, природно, було бажання Бек-Назарова, щоб з екрану зазвучали і національні мелодії у виконанні народних інструментів. Тут яскраво виявився винятковий талант молодого тоді композитора Арама Хачатуряна, який вперше бстав композитором у кіно.
Автори фільму розсунули рамки драматичного твору, добиваючись широкого епічного звучання. Їм довелося де в чому доповнювати першоджерело, переносити частину дії на натуру, вводити нових персонажів. І при цьому автори залишилися вірні не букві, а художньому духу класичного твору, який екранізується.
Успіхом у глядача фільм багато в чому зобов'язаний грі чудових акторів Г. Нарсесян (Пепо) і Асмік (його мати Шушан). Запам'яталися й інші актори. «Пепо» і сьогодні дає не меншу естетичну насолоду, ніж тоді, коли він вийшов на екран. Неважко виявити межі його художньої манери у багатьох найзначніших творах вірменського кіномистецтва, які випускаються студією, яка носить нині ім'я творця «Пепо», — Амо Бек-Назаряна.

## Актори
- Грачья Нарсесян — Пепо
- Тетяна Махмурян — Кекел, його сестра
- Давид Малян — Какулі, друг
- Авет Восканян — Arutin Kirakozovich Zimzimov
- Амбарцум Хачанян — Darcho, merchant
- Тагуі Акопян — Шушан
- Григорій Аветян — Гіко
- Ніна Манучарян — Натела
- Армен Гулакян — Дудулі, друг
- Н. Геворкян — Efemia
- Гурген Габріелян — Кінто, друг
- А. Кефчіян — Pichkhul, a friend
- А. Ванян — Margurit
- Мікаел Каракаш — Геворг, клерк
- Володимир Барський — суддя
- Ваган Багратуні — Самсон
- Марі Бероян — Darcho's mother
- М. Джрпетян — Gossiper
- Гай Пааре — слуга купця